# Suzanne Roylance
Suzanne Hazel Roylance (ur. 7 lutego 1954 w Greenslopes na przedmieściu Brisbane) – australijska aktorka telewizyjna, filmowa i teatralna. 
9 grudnia 1984 roku wyszła za mąż za aktora, reżysera i piosenkarza Petera Cousensa, z którym zagrała w miniserialu Powrót do Edenu (Return to Eden, 1986). Mają trzy córki: Daisy (ur. 1988), Rose (ur. 1990) i Marigold (ur. 1993).

## Wybrana filmografia

### Filmy fabularne
- 1979: Moja błyskotliwa kariera (My Brilliant Career) jako Biddy
- 1982: The Applicant (film krótkometrażowy)
- 1982: The Clinic jako Patty
- 1997: Dzięki Bogu spotkał Lizzie (Thank God He Met Lizzie) jako Delia

### Seriale TV
- 1986: Powrót do Edenu (Return to Eden) jako Olive Down
- 1984-94: Matka i syn (Mother and Son) jako Deirdre Beare